# Хутор имени Ленина (Измалковский район)
Хутор имени Ленина — хутор в Измалковском районе Липецкой области России.
Входит в состав Преображенского сельсовета.

## География
Хутор находится на правом берегу реки Большая Чернава. Через него проходит просёлочная дорога.
На противоположном берегу реки расположено село Преображенье.

## Население
| 2010 |
| ---- |
| 3    |

Население хутора в 2015 году также составляло 3 человека.